# Preussiella
Genre
Preussiella est un genre de plantes à fleurs de la famille des Melastomataceae dont les espèces sont originaires d'Afrique tropicale.
Le nom de genre rend hommage à Paul Rudolf Preuss (1861–1926), un botaniste allemand directeur d'un jardin botanique au Cameroun.

## Liste d'espèces
Selon Catalogue of Life (28 juillet 2017) :
- Preussiella gabonensis H. Jacques-Felix
- Preussiella kamerunensis Gilg

Selon The Plant List (28 juillet 2017) :
- Preussiella gabonensis Jacq.-Fél.
- Preussiella kamerunensis Gilg

Selon Tropicos (28 juillet 2017) (Attention liste brute contenant possiblement des synonymes) :
- Preussiella chevalieri Jacq.-Fél.
- Preussiella gabonensis Jacq.-Fél.
- Preussiella kamerunensis Gilg